# تورشسو، لاچین
ترش‌سو (ترکی آذربایجانی: Turşsu) یک منطقهٔ مسکونی در جمهوری آرتساخ است که در استان کاشاتاق واقع شده‌است.